# Wesz psia
Wesz psia (Linognathus setosus) – gatunek wszy należący do rodziny Linognathidae, pasożytujący na psach, powoduje chorobę wszawicę. Pasożytuje na: psie domowym (Canis familiaris), kojocie (Canis laterans), wilku szarym (Canis lupus), szakalu czaprakowym (Canis mesomelas), lisie polarnym (Vulpes lagopus), lisie piaskowym (Vulpes rueppelli), lisie rudym (Vulpes vulpes).
Stefański podaje następujące rozmiary wszy psiej: samiec długości 1,5 mm, samica 1,6 mm. Natomiast według Ferrisa samica jest wielkości 2 mm. Są silnie spłaszczone grzbietowo-brzusznie. Samica składa jaja zwane gnidami, które są mocowane specjalnym „cementem” u nasady włosa. Rozwój osobniczy trwa po wykluciu się z jaja około 14 dni.
Pasożytuje na skórze owłosionej głównie na głowie, szyi, grzbiecie i okolicach nasady ogona. W przypadku silnego opadnięcia może występować na całym ciele. Kosmopolityczny.